# Mordellistena pentas
Mordellistena pentas is een keversoort uit de familie spartelkevers (Mordellidae). De wetenschappelijke naam van de soort is voor het eerst geldig gepubliceerd in 1856 door Mulsant.